# Liga Femenina de Baloncesto
A Liga Feminina de Baloncesto é a competição de elite no basquetebol feminino da Espanha. Foi inaugurada em 1963 e é organizada pela Federação Espanhola de Basquete. O clube com maior êxito histórico é o Ros Casares Valencia com 8 títulos.

## Clubes Atuais (Temporada 2017-18)
| Clube                  | Localização         | Arena                             | 2016-17       |
| ---------------------- | ------------------- | --------------------------------- | ------------- |
| CB Al-Qázeres          | Caceres             | Pav. Munic. "Juan Serrano Macayo" | 9º            |
| Cadi La Seu            | La Seu d'Urgell     | Palau d'Esports                   | 8º            |
| Campus Promete LF1     | Logroño             | Pal. de Deporte de La Rioja       | 7º            |
| Embutidos Pajariel     | Bembibre            | Arena Bembibre                    | 10º           |
| Gernika Bizkaia        | Guernica y Luno     | Polideportivo Maloste             | 5º            |
| IDK Gipuzkoa           | San Sebastián       | Polideportivo José A. Gasca       | 6º            |
| Lacturale Art Araski   | Vitoria-Gasteiz     | Polideportivo Mendizorrotza       | 4º            |
| Mann-Filter            | Saragoça            | Eduardo Lastrada                  | 11º           |
| Movistar Estudiantes   | Madrid              | Pavilhão Antonio Magariños        | Finalista LF2 |
| Perfumarías Avenida    | Salamanca           | Pav. Munic. Wurzburg              | 1º            |
| Quesos El Pastor       | Samora              | Pav. Munic. Angel Nieto           | 12º           |
| Sant Adria             | Sant Adrià de Besòs | Pav. Munic Marina Besos           | Campeão LF2   |
| Spar Citylift Girona   | Girona              | Pav. Munic Girona Fontajau        | 2º            |
| Star Center Uni Ferrol | Corunha             | Pav. Munic Esteiro                | 3º            |

## Campeãs

### Era pré-playoffs
| - 1963-64 CREF Madrid - 1964-65 CREF Madrid - 1965-66 Medina La Coruña - 1966-67 CREF Madrid - 1967-68 CREF Madrid - 1968-69 CREF Madrid - 1969-70 CREF Madrid - 1970-71 CREF Madrid | - 1971-72 Ignis Mataró - 1972-73 Ignis Mataró - 1973-74 Ignis Mataró - 1974-75 Picef Barna - 1975-76 Evax Picadero - 1976-77 Celta de Vigo - 1977-78 Picadero JC - 1978-79 Celta de Vigo | - 1979-80 Picadero JC - 1980-81 Picadero JC - 1981-82 Celta de Vigo - 1982-83 Picadero JC - 1983-84 Real Canoe NC - 1984-85 Real Canoe NC - 1985-86 Real Canoe NC - 1986-87 CB Cantaires - 1987-88 CB Cantaires | - 1988-89 CB Cantaires - 1989-90 El Masnou - 1990-91 PB Godella - 1991-92 PB Godella - 1992-93 PB Godella - 1993-94 PB Godella - 1994-95 PB Godella - 1995-96 Costa Naranja |

### Era dos Playoffs
| Temporada | Campeão                             | V-D                                 | Finalista                           |
| --------- | ----------------------------------- | ----------------------------------- | ----------------------------------- |
| 1996-97   | Pool Getafe                         | 2-1                                 | Real Canoe NC                       |
| 1997-98   | Pool Getafe                         | 2-1                                 | Celta de Vigo                       |
| 1998-99   | Celta de Vigo                       | 2-0                                 | Halcones Viajes                     |
| 1999-00   | Celta de Vigo                       | 2-1                                 | Gran Canaria                        |
| 2000-01   | Ros Casares                         | 3-2                                 | UB Barça                            |
| 2001-02   | Ros Casares                         | 3-0                                 | UB Barça                            |
| 2002-03   | UB Barça                            | 2-3                                 | Ros Casares                         |
| 2003-04   | Ros Casares                         | 3-0                                 | UB Barça                            |
| 2004-05   | UB Barça                            | 2-3                                 | Ros Casares                         |
| 2005-06   | Avenida                             | 3-1                                 | FC Barcelona                        |
| 2006-07   | Ros Casares                         | 3-2                                 | Avenida                             |
| 2007-08   | Ros Casares                         | 2-1                                 | Avenida                             |
| 2008-09   | Ros Casares                         | 2-0                                 | Avenida                             |
| 2009-10   | Ros Casares                         | 2-0                                 | Avenida                             |
| 2010-11   | Avenida                             | 2-0                                 | Ros Casares                         |
| 2011-12   | Ros Casares                         | 2-0                                 | Avenida                             |
| 2012-13   | Avenida                             | 2-1                                 | Rivas Ecópolis                      |
| 2013-14   | Rivas Ecópolis                      | 2-0                                 | Avenida                             |
| 2014-15   | Spar Citylift Girona                | 2-0                                 | Avenida                             |
| 2015-16   | Avenida                             | 2-1                                 | Spar Cityift Girona                 |
| 2016-17   | Avenida                             | 2-1                                 | Spar Cityift Girona                 |
| 2017–18   | Avenida                             | 2-0                                 | Uni Girona CB                       |
| 2018–19   | Girona                              | 2-0                                 | CB Avenida                          |
| 2019–20   | Cancelado pela pandemia de COVID-19 | Cancelado pela pandemia de COVID-19 | Cancelado pela pandemia de COVID-19 |
| 2020–21   | Avenida                             | 2-1                                 | Valencia Basket                     |
| 2021–22   | Avenida                             | 2-0                                 | Valencia Basket                     |
| 2022–23   | Valencia                            | 2-0                                 | CB Avenida                          |
| 2023–24   | Valencia                            | 2-0                                 | CB Avenida                          |
| 2024–25   | Valencia                            | 2-0                                 | Casademont Zaragoza                 |